# Adina Howard
Adina Howard (nacida el 14 de noviembre de 1974 en Grand Rapids, Míchigan) es una cantante y rapera. Hizo su debut con el álbum Do You Wanna Ride?, cuyo primer sencillo fue "Freak Like Me", puesto a la venta en 1995 y alcanzando importantes ventas. El tema "Freak Like Me", como la imagen de Howard se puede describir como hiper-sexual. Podemos decir que Adina abrió la puerta a que las raperas femeninas incluyeran contenido sexual explícito en sus letras. Su segundo álbum, "Welcome to Fantasy Island" (titulado en un principio "Portrait Of A Lady"), tuvo una crítica muy favorable, pero fue despedida de Elektra Records en 1997, debido a que decidió que el álbum no tuviera ningún sencillo.
En 2003, informó de su tercer álbum, que al final no salió a la venta hasta 2004. Durante este 2003, apareció en la película Casanova's Demise.
En 2004, Howard sacó oficialmente su tercer trabajo llamado The Second Coming, bajo el sello Rufftown Records, que tuvo problemas con la distribuidora, lo que repercutió en la publicidad del disco.
En 2005 tenía previsto sacar "The Second Coming: Remixed" pero el proyecto fue arrinconado para hacer un nuevo álbum, "Private Show", que grabó en Carolina del Norte, Nueva York y Los Ángeles. El primer sencillo, "Phone Sex" salió en septiembre, mientras el álbum no había salido aun a la venta.

## Sencillos
| Año  | Título                                         | Álbum                     | US | US R&B | UK |
| ---- | ---------------------------------------------- | ------------------------- | -- | ------ | -- |
| 1995 | "Freak Like Me"                                | Do You Wanna Ride?        | 2  | 2      | 33 |
| 1995 | "My Up and Down"                               | Do You Wanna Ride?        | 68 | 32     | -  |
| 1995 | "It's All About You"                           | Do You Wanna Ride?        | -  | 58     | -  |
| 1996 | "What's Love Got To Do With It" (con Warren G) | Supercop BSO              | 32 | 36     | 2  |
| 1997 | "(Freak) And U Know It"                        | Welcome to Fantasy Island | 70 | 32     | -  |